# Olesya Forsheva
Olesya Forsheva (russe : Олеся Форшева, née Krasnomovets le 8 juillet 1979 à Nijni Taguil) est une athlète russe spécialiste du 400 mètres.

## Carrière
En 2004, elle remporte la médaille d'argent du 400 m et la médaille d'or du relais 4 × 400 mètres lors des Championnats du monde en salle de Budapest, et obtient plus tard dans la saison la médaille d'argent du 4 × 400 m des Jeux olympiques d'Athènes. 
Sélectionnée pour les Championnats du monde d'Helsinki, en août 2005, Olesya Krasnomovets décroche le titre du 4 × 400 m aux côtés de Yuliya Pechonkina, Natalya Antyukh et Svetlana Pospelova, devançant avec le temps de 3 min 20 s 95 l'équipe de Jamaïque.
Le 28 janvier 2006, à Glasgow, elle établit en 3 min 23 s 37 un nouveau record du monde du relais 4 × 400 m avec ses coéquipières russes Yuliya Gushchina, Olga Kotlyarova et Olga Zaïtseva. Quelques semaines plus tard, elle s'adjuge deux titres continentaux supplémentaires lors des Championnats du monde en salle de 2006 se déroulant à Moscou. Vainqueur du 400 mètres dans le temps de 50 s 04 (record personnel) devant la Bulgare Vania Stambolova, elle permet à la Russie de conserver son titre planétaire du 4 × 400 m (avec Tatyana Levina, Natalya Nazarova et Natalya Antyukh).

### Palmarès
| Date | Compétition                    | Lieu     | Résultat | Épreuve   |
| ---- | ------------------------------ | -------- | -------- | --------- |
| 2004 | Championnats du monde en salle | Budapest | 2e       | 400 m     |
| 2004 | Championnats du monde en salle | Budapest | 1re      | 4 × 400 m |
| 2004 | Jeux olympiques                | Athènes  | 2e       | 4 × 400 m |
| 2005 | Championnats du monde          | Helsinki | 1re      | 4 × 400 m |
| 2006 | Championnats du monde en salle | Moscou   | 1re      | 400 m     |
| 2006 | Championnats du monde en salle | Moscou   | 1re      | 4 × 400 m |
| 2008 | Coupe d'Europe                 | Annecy   | 1re      | 4 x 400 m |
| 2011 | Championnats d'Europe en salle | Paris    | 2e       | 400 m     |
| 2011 | Championnats d'Europe en salle | Paris    | 1re      | 4 × 400 m |

### Records
| Épreuve       | Performance | Lieu   | Date         |
| ------------- | ----------- | ------ | ------------ |
| 400 m         | 50 s 19     | Toula  | 5 juin 2004  |
| 400 m (salle) | 50 s 04     | Moscou | 12 mars 2006 |